# Molybdurga metallophora
Molybdurga metallophora är en fjärilsart som beskrevs av Edward Meyrick 1897. Molybdurga metallophora ingår i släktet Molybdurga och familjen signalmalar. Inga underarter finns listade i Catalogue of Life.